# The Oak Ridge Boys
The Oak Ridge Boys (Оук Ридж Бойз) — американский мужской вокальный квартет, работающий в жанрах госпел и кантри.
Был основан в 1940-х годах, назывался сначала «Oak Ridge Quartet».
Состав, в котором группа записала свои самые известные хиты, попадавшие не только в кантри-, но и поп-чарты, включает Дуэйна Аллена (лид-вокал), Джо Бонсалла (тенор), Уильяма Ли Голдена (баритон) и Ричарда Стербана. В этом составе они записали такие хиты, как «Elvira», «Bobbie Sue» и «American Made».
В 2001 году группа была включена в Зал славы вокальных групп.

## Состав
- См. «The Oak Ridge Boys § Personnel» в английском разделе.

## Дискография
- См. статью «The Oak Ridge Boys discography» в английском разделе.